# Andar (huyện)
Andar là một huyện thuộc tỉnh Ghazni, Afghanistan. Dân số thời điểm năm 1999 là 89,237 người.